# Вінчестер (переписна місцевість, Вісконсин)
Вінчестер (англ. Winchester) — переписна місцевість (CDP) в США, в окрузі Віннебаґо штату Вісконсин. Населення — 649 осіб (2020).

## Географія
Вінчестер розташований за координатами 44°11′54″ пн. ш. 88°39′36″ зх. д. / 44.19833° пн. ш. 88.66000° зх. д. (44.198203, -88.659943).  За даними Бюро перепису населення США в 2010 році переписна місцевість мала площу 6,01 км², уся площа — суходіл.

## Демографія
Згідно з переписом 2010 року, у переписній місцевості мешкала 671 особа в 267 домогосподарствах у складі 205 родин. Густота населення становила 112 осіб/км².  Було 277 помешкань (46/км²).
Расовий склад населення:
| - 99,4 % — білих - 0,3 % — вихідців з тихоокеанських островів |

До двох чи більше рас належало 0,0 %. Частка іспаномовних становила 0,7 % від усіх жителів.
За віковим діапазоном населення розподілялося таким чином: 24,6 % — особи молодші 18 років, 59,8 % — особи у віці 18—64 років, 15,6 % — особи у віці 65 років та старші. Медіана віку мешканця становила 43,5 року. На 100 осіб жіночої статі у переписній місцевості припадало 105,8 чоловіків;  на 100 жінок у віці від 18 років та старших — 97,7 чоловіків також старших 18 років.
Середній дохід на одне домашнє господарство  становив 77 638 доларів США (медіана — 67 500), а середній дохід на одну сім'ю — 86 797 доларів (медіана — 78 611). За межею бідності перебувало 6,3 % осіб, у тому числі 6,7 % дітей у віці до 18 років та 4,7 % осіб у віці 65 років та старших.
Цивільне працевлаштоване населення становило 361 особа. Основні галузі зайнятості: виробництво — 36,3 %, освіта, охорона здоров'я та соціальна допомога — 15,2 %, роздрібна торгівля — 10,5 %, фінанси, страхування та нерухомість — 9,4 %.